# Jeffrey Osborne
Jeffrey Linton Osborne (Providence, 9 de março de 1948) é um cantor e compositor norte-americano.

## Biografia
Nascido em Providence em uma família musical de 12 crianças.
Iniciou sua carreira musical em 1969 com o grupo de música funk chamado L.T.D., do qual passou de baterista para vocalista.
Depois de 10 anos com a banda, ele começou sua carreira solo.
Entre seus vários álbuns e sucessos são também a sua participação no single "We are the World", de Michael Jackson e Lionel Richie.
Entre as mais conhecidas canções escritas por ele, em vez disso, figura "On the Wings of Love" (1982) e "All at Once", trouxe para o sucesso de Whitney Houston em 1985.

## Discografia
- 1982: Jeffrey Osborne (A&M) - US Pop #49, US R&B #3
- 1983: Stay With Me Tonight (A&M) - US Pop #25, US R&B #3, UK #56
- 1984: Don't Stop (A&M) - US Pop #39, US R&B #7, UK #59
- 1986: Emotional (A&M) - US Pop #27, US R&B #5
- 1988: One Love: One Dream (A&M) - US Pop #86, US R&B #12
- 1990: Only Human (Arista) - US Pop #95, US R&B #9
- 1997: Something Warm for Christmas (A&M) - US R&B #86
- 1999: Ultimate Collection (Hip-O)
- 2000: That's for Sure (Private Music) - US Pop #191, US R&B #50
- 2003: Music Is Life (Koch) - US R&B #50
- 2005: From the Soul (Koch) - US R&B #72
- 2013: A Time for Love
- 2018: Worth it All